# Jakub Pinczewski

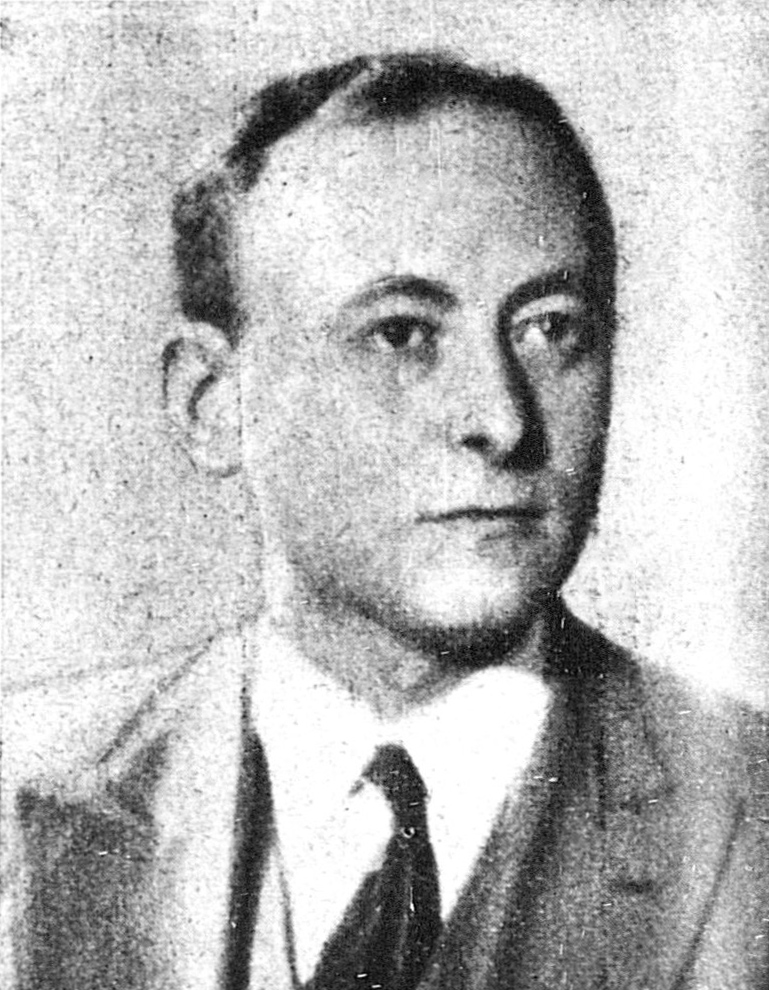
Jakub Pinczewski, 1933

Jakub Mordka Pinczewski (ur. 21 czerwca 1893 w Kaliszu, zm. 1943 w Majdanku) – polski lekarz neurolog, dziennikarz.

## Życiorys
Syn Joela i Sary Chany Król. Studiował medycynę na Uniwersytecie Warszawskim, dyplom lekarski otrzymał 4 lipca 1925 roku. Pracował na oddziale neurologicznym Edwarda Flataua w Szpitalu na Czystem jako wolontariusz. Po śmierci Flataua pracował w tym samym oddziale kierowanym przez Władysława Sterlinga. Był członkiem Towarzystwa Lekarskiego Warszawskiego. Autor kilku prac z dziedziny neurologii w języku polskim i francuskim.
Jeszcze na studiach podjął pracę w redakcji „Naszego Przeglądu”, najpierw jako korektor, potem jako członek kolegium redakcyjnego i dziennikarz.
Mąż Zofii Kon (secundo voto Brzezińskiej), mieli syna Juliusza (ur. 1939). Podczas II wojny światowej przebywał w getcie warszawskim. Prawdopodobnie zginął w Majdanku; według niektórych źródeł został zamordowany przez Niemców w jednym z kresowych miasteczek, bądź zginął w getcie.

## Prace
- Ciśnienie płynu mózgowo rdzeniowego i jego znaczenie kliniczne. Warszawskie Czasopismo Lekarskie, 1929
- Pinczewski J, Wolff M. O niektórych objawach występujących w porażeniu wielonerwowem. Warszawskie Czasopismo Lekarskie 8 (7, 8, 9, 10), 1931
- Un cas de syndrome migraino-tétanique. Revue Neurologique 41, s. 153, 1934.
- Pinczewski, Melzak J. Napady wegetatywne z dodatnim odczynem hiperwentylacyjnym. O poziomie wapnia we krwi i w płynie mózgowo-rdzeniowym. Warszawskie Czasopismo Lekarskie 11 (37), ss. 607–610, 1934
- Pinczewski J, Stein W. Nawrotowe porażenie nerwów czaszkowych w chorobie Quinckego. Warszawskie Czasopismo Lekarskie 12 (27/28), ss. 521–523, 1935
- Sterling W, Pinczewski J. Skręt łopatek jako postać poronna kurczu torsyjnego. Medycyna 10 (9), ss. 257–262, 1936
- Sterling W, Pinczewski J. Tortiscapule spasmodique comme forme fruste du spasme de torsion. Revue Neurologique 65, 1936.
- Sterling, Pinczewski. Tumeur cérébrale avec syndrome psychique d'Oppenheim-Jastrowitz. Revue Neurologique 65, s. 837, 1936
- Objaw Barré′go. Klinika Współczesna, 1938